# Disegnatore à la façon de Venise
Il disegnatore à la façon de Venise è un disegnatore anonimo così definito per il carattere "alla veneta" dei suoi disegni per vetri.
Questi sono conservati insieme a disegni di altri autori in un fondo del Gabinetto Disegni e Stampe degli Uffizi. Si pensa che il disegnatore "à la façon de Venise" possa identificarsi con Bortolo d'Alvise, vetraio veneziano, che lavorò nelle fornaci fiorentine a partire dal 1569.